# Homelix morini
Homelix morini är en skalbaggsart som beskrevs av Teocchi 1999. Homelix morini ingår i släktet Homelix och familjen långhorningar. Inga underarter finns listade i Catalogue of Life.